# Géraldine Loewenguth
Géraldine Loewenguth (Ostheim, Alt Rin, 5 de juny de 1964) va ser una ciclista francesa.

## Palmarès
- 1999
  - 1a al Gran Premi de la Mutualité de la Haute-Garonne i vencedora d'una etapa
- 2000
  - Vencedora d'una etapa al Tour de l'Aude
  - Vencedora d'una etapa a la Ronda d'Aquitània